# Герб Гая
Герб города Гай (Оренбургская область) является одним из его символов. Герб городу даровали к его юбилею, в 1999 году.
Геральдическое описание: «в червлёном поле положены серебряные молот и поверх него обушок, сопровождаемые внизу серебряной медеплавильной печью (в виде здания, соединённого слева с дымоходом), стоящей на зелёной оконечности, тонко окаймлённой серебром и обременённой выходящим сверху краем лазоревого шара (диска), также тонко окаймлённого серебром; девиз: „Помни прошлое, верь в будущее!“ начертан серебряными литерами на червлёной ленте».

## История
Герб разработали по просьбе гайской администрации специалисты московской фирмы «Русский герольд». Эта организация широко известна в российской геральдике, ей разрабатывались гербы для многих российских городов и регионов. 13 апреля 1999 года герб окончательно утвердили.

## Символика
- Зеленая оконечность олицетворяет родную землю гайчан, её плодородие и красоту.
- Голубая часть под медеплавильной печью олицетворяет богатство гайской земли медной рудой. Голубой цвет выбран потому что любая вещь, помещённая в воду местной реки, богатой медью, через некоторое время покрывается сине-голубым налётом.
- Молот и обушок (горный молоток) символизируют трудовые свершения жителей города.
- Печь — развитие медедобывающей отрасли.
- Красная девизная лента повторяет цвет флага Оренбургской области.